# Дмитрівський район (Чернігівська область)
Дмитрівський район — колишній район Конотопської округи та Чернігівської області УСРР з центром у селищі міського типу Дмитрівка (тепер Бахмацького району). Існував з березня 1923 по вересень 1941 та з вересня 1943 по грудень 1962 на території України.

## Історія
Дмитрівський район створений у березні 1923 року внаслідок адміністративної реформи, яку провів російський комуністичний режим на окупованих територіях УНР. Створений у складі Конотопської округи УСРР. Дмитрівський район особливо постраждав внаслідок геноциду українського народу 1932—1933 років, більшість сіл району було включено на так звану чорну дошку.
Ліквідований у грудні 1962 в рамках укрупнення районів УССР. Проте серед мешканців самої Дмитрівки була поширена версія, що район ліквідували через особистий конфлікт останнього голови Дмитрівського району з обласним начальством. Оскільки більш дрібні сусідні райони — Варвинський та Срібнянський — залишили існувати.
За даними перепису населення 1959 року у районі проживало 37647 осіб (у Варвинському - 55755 осіб, а з 1959 року по  1965 роки Срібнянський район не існував)